# Waves (Caroline du Nord)
Pour les articles homonymes, voir Waves.
Waves est un secteur non constitué en municipalité situé dans le comté de Dare, sur l’île Hatteras, la partie de l'Outer Banks en Caroline du Nord. Waves faisait originellement partie (au même titre que Rodanthe et de Salvo) de Chicamacomico. Waves était connue sous le nom de Rodanthe du Sud (South Rodanthe) jusqu'en 1939.

## Géographie
Waves se trouve à 35° 34′ 01″ N, 75° 28′ 07″ O.

## Démographie
| 2000 | 2010 | - | - | - | - |
| ---- | ---- | - | - | - | - |
| 50   | 134  | - | - | - | - |